# Zelandés

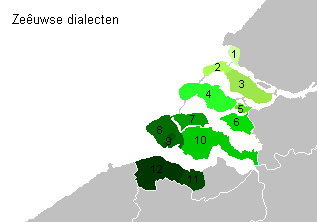
Área de distribución de los dialectos zelandeses :
1. Oostvoorns ; 2. Goerees ; 3. Flakkees ;
4. Schouwen-Duivelands ; 5. Philipslands ; 6. Thools ;
7. Noord-Bevelands ; 8. Walchers ; 9. Burgerzeeuws ;
10. Zuid-Bevelands ; 11. Land-van-Axels ;
12. Land-van-Cadzands

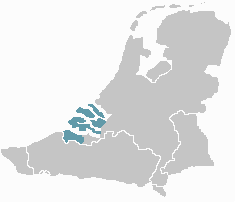
Área de distribución del zelandés.

El zelandés (en zelandés Zeêuws, en flamenco Zeeuws) es una lengua hablada en los Países Bajos, en la provincia de Zelanda y en la isla de Goeree-Overflakkee (en la provincia de Holanda Meridional)
Habitualmente es considerado como un dialecto de la variedad flamenca del idioma neerlandés, el zelandés presenta diferencias notables con el flamenco, principalmente a nivel de pronunciación, pero también en gramática y vocabulario, que las conduce a diferenciarse claramente y a hacer difícil la comprensión de los hablantes de flamenco que no están familiarizados con esta "variante" regional. Algunos lingüistas consideran al zelandés una variante local del flamenco occidental. El zelandés está relacionado con idiomas como el frisón, el escocés y el inglés

## Historia
El zelandés antiguo compartía varias características con el frisón, hablado en el norte de Alemania. Desde el siglo XVII ha habido una fuerte influencia del neerlandés, gran parte de las características compartidas con el frisón han sido sustituidas por características neerlandesas. Actualmente el idioma es una lengua regional de transición, teniendo el zelandés dialectos homogéneos. La homogineidad de los dialectos hace que alguien de la isla de Schouwen, pueda hablar fácilmente con un francófono de Flandes. Pero cuando una persona de Schouwen habla su propio dialecto a alguien de Róterdam, una ciudad neerlandesa apenas a 30 km de Schouwen, no le entenderá.
En la Edad Media el zelandés (zeeuws en neerlandés) (después comúnmente denominado como Zeesch) era el nombre de la lengua costera de Zelanda y de Flandes Occidental. Actualmente solo designa a los dialectos hablados en la provincia de Zelanda
Actualmente más y más gente piensa que el zelandés debería ser protegido dado que hay una gran influencia neerlandesa. Mucha gente considera que el zelandés debería ser declarada oficialmente como lengua regional

## Origen
El zelandés es un idioma regional de transición entre el neerlandés y el flamenco occidental. En la Edad Media y en los comienzos de la Edad Moderna fue reclamada por el condado de Holanda y por el condado de Flandes, y el área fue expuesta a esta dos direcciones. Los dialectos muestran claramente un incremento gradual de los elementos neerlandeses a medida que nos alejamos del sur.

## Diferencias
Las principales diferencias con el Neerlandés estándar son los siguientes, el zelandés tiene tres en vez de dos géneros gramaticales, como resultado de retener las schwas finales en palabras femeninas, mantiene los sonidos [i] e [y] escritos respectivamente ij y ui en ve de transformarlos en [ɛi] y [œy]; cambia las [aː]s a las [ɛː]s; los sonidos del Antiguo Germano [ai] y [au] se transforman en diptongos ([eə] y [ɔə]), mientras que el Neerlandés Dutch conserva juntas las letras e y o (juntas); y finalmente elimina la h del final del palabra.
La siguiente tabla muestra las diferencias (la ortografía es la neerlandesa)
| Zelandés    | Neerlandés |
| d'n boer    | de boer    |
| de boerinne | de boerin  |
| uus         | huis       |
| kieke(n)    | kijken     |
| tweê        | twee       |
| oôd         | hoofd      |

## Dialectos
La provincia de Zelanda está constituida por varias islas que fueron difíciles de unir hasta entrado el siglo XX. Como resultado, hay un dialecto por isla. Los diferentes dialectos se diferencian, pero ligeramente. El dialecto de Goeree-Overflakkee, no elimina la h, y los dialectos Walcheren y Zuid-Beveland pronuncian palabras de diferente manera que los dialectos del noreste. (por ejemplo: beuter bøtər] diferente que boter [botər]. 
Incluso en los propios dialectos insulares puede haber diferencias, los hablantes nativos pueden afirmar que en su pueblo (o incluso en su propia isla), puede que se dirijan a una persona y ésta hable un dialecto específico, aunque las diferencias son imperceptibles para los foráneos.
La región Zelanda flamenca contiene dialectos que fuera son ampliamente denominados con la definición de zelandés, pero deben ser considerados dialectos del Flamenco Occidental y del Flamenco Oriental. Los dialectos del Flamenco Occidental en esta región, quizás, todavía siguen siendo comúnmente denominados como zelandés.
A continuación la lista de dialectos del zelandés:
- Svores. Hablado alrededor de Oostvoorne en la provincia de Holanda-Sur
- Goereês. Hablado en la provincia de Holanda-Sur
- Flakkees. Hablado en la provincia de Holanda-Sur
- Flupands. Hablado en St Philipsland
- Thools
- Schouws
- Duvelands
- Noord-Bevelands
- Zuud-Bevelands
- Walchers
- West-Zeêuws-Vlaoms
- Land-van-Axels

Los nombrados arriba no son los únicos dialectos, dado que muchos pueblos y ciudades tienen su propio. Estos dialectos solo se diferencian ligeramente del resto. En la isla de Wacheren, por ejemplo, la gente anciana es capaz de localizar a hablantes en su propio dialecto. Pero muchos dialectos locales han sobrevividos. Pueblos costeros como Ouddorp, Bruinisse, Yerseke, Arnemuiden y Westkapelle, todavía tienen características propias y los hablantes usan su dialecto con orgullo. 
Los dialectos urbanos de Zelanda, hablados en Middelburg y Flesinga, se diferencian bastante de los dialectos rurales de Zelandia. Los dialectos de Zierikzee, Goes, Veere, Tholen, Oostburg, Axel y Terneuzen muestran menos diferencias con los dialectos rurales.
Yendo al sur la lengua se vuelve más cercana al Flamenco Occidental. Los dialectos del oeste de la Zelanda flamenca son básicamente dialectos del Flamenco Occidental, uno puede darse cuenta de que el Holandés estándar ha modificado al zelandés. Mucho del vocabulario original, todavía muy usado en Flandes Occidental (donde la influencia del holandés es muy reciente). En el resto puede estar prácticamente perdido.

## Hablantes
En Zelanda casi el 60% de la población habla el zelandés (250.000 hablantes aproximadamente. El resto de la población de Zelanda tiene en el peor de los casos un conocimiento pasivo de la lengua. 
La lengua todavía está bastante viva en Zuid-Beveland, en Goeree, Duiveland y el oeste de Zelanda. En pueblos como Bruinisse, Arnemuiden, y Westkapelle (donde más del 90% de la población por debajo de los 20 años tiene el zelandés como lengua materna) y en muchos pueblos del oeste de Zeeuws-Vlaanderen, el zelandés todavía es la lengua dominante en muchas áreas lingüísticas, a veces incluso es la única lengua usada en los supermercados. En Flandes Occidental incluso el 90% de la población habla el Flamenco Occidental (alrededor de un millón de hablantes)

## Actividad
Especialmente en la parte oeste de Zuid-Beveland, una gran parte de la población escribe, habla, ve teatro, y escucha música en zelandés. En Walcheren es también un sitio ideal para el zelandés. La gente no lo usa tanto para propósitos culturales, pero hay una gran cantidad de libros y revistas escritas en zelandés, éstas son bastante populares en Walcheren.
En Zeeuws-Walderen no hay tanto interés en el zelandés e incluso menos en Flandes Occidental.

## Infraestructuras
Comparada con las otras regiones, el zelandés es bastante ignorada por los gobiernos locales y por el gobierno regional. Y tampoco hay muchos esfuerzos para cambiar esta situación. No obstante, iniciativas privadas han conseguido que haya un diccionario Zelandés-Holandés, un cd-rom con diccionario parlante, una revista en zelandés y más proyectos pequeños.
Las únicas organizaciones que han intentado algo para promover el idioma son Zuudwest 7 (publicadora de la revista Noe), Colegio y Dialecto (que está trabajando en proyectos educativos a pequeña escala) y el Zeeuwsche Vereniging voor Dialectonderzoek.
En Flandes Occidental, incluso la situación es peor, aunque las opciones de supervivencia del idioma son mejores que las de Zelanda. Gracias a las iniciativas privadas uno puede aprender el idioma.

## Vocabulario
- d'n boer: el granjero
- de boerinne: la mujer del granjero
- uus: casa
- kieke(n): mirar
- tweê: dos
- oôd: cabeza

- Datos: Q237409
- Multimedia: Zeelandic language / Q237409